# Helga L. Reimann
Helga L. Reimann geb. Feick (* 6. Juli 1937 in Berlin) ist eine deutsche Soziologin und Hochschullehrerin.

## Leben und Wirken
Helga L. Reimann studierte Soziologie, Nationalökonomie, Staatslehre und Psychologie an den Universitäten München und Heidelberg. An der Universität Heidelberg absolvierte sie 1962 die Prüfung zur Diplom-Volkswirtin und war dort bis 1970 als wissenschaftliche Assistentin an der Psychiatrisch-Neurologischen Klinik bzw. Sozialpsychiatrischen Klinik und von 1966 bis 1970 als Lehrbeauftragte für Soziologie tätig. 1966 promovierte sie im Fach Soziologie zum Dr. phil. Zu medizinsoziologischen Studien hielt sie sich in den USA auf und hatte 1968 eine Gastdozentur an der University of Pittsburgh inne. Nach einer kurzen Lehrtätigkeit an der Pädagogischen Hochschule Heidelberg (1970) war sie seit 1970 als wissenschaftliche Assistentin an der Universität Augsburg tätig, seit 1972 als Akademische Rätin und 1974 als Akademische Oberrätin. Im Jahre 1974 habilitierte sie sich dort für das Fach Soziologie und war zunächst als Privatdozentin, von 1980 bis 2000 als Professorin für Soziologie tätig. 1975/76 vertrat sie einen Lehrstuhl für Soziologie an der Universität Würzburg.
Reimann ist Mitglied der Freien Deutschen Akademie der Wissenschaften und Künste. Sie war mit dem Soziologen und Hochschullehrer Horst Reimann (1929–1994) verheiratet. Viele ihrer Publikationen wurden gemeinsam verfasst. Helga L. Reimann beschäftigt sich mit Kultur- und Entwicklungssoziologie sowie Sozialanthropologie. Außerdem beschäftigen sich beide mit der Gesellschaft Siziliens.

## Veröffentlichungen (Auswahl)
- (mit Horst Reimann): Westsizilien. Eine Entwicklungsregion in Europa. Brausdruck, Heidelberg 1964.

- Die Mental Health Bewegung. Ein Beitrag zur Kasuistik und Theorie der sozialen Bewegung. Mohr, Tübingen 1967 (= Dissertation Universität Heidelberg).
- (mit Horst Reimann): Dichotomie einer Stadt. "Sviluppo dall'alto" im südsizilianischen Industrialisierungskern Gela. In: Horst Reimann (Hrsg.): Entwicklung und Fortschritt. Soziologische und ethnologische Aspekte des sozialkulturellen Wandels. Wilhelm Emil Mühlmann zum 65. Geburtstag. Mohr, Tübingen 1969, S. 183–207.
- (mit Heinz Häfner): Psychische Erkrankungen alter Menschen in Mannheim. Eine Untersuchung der "Konsultations-Inzidenz". In: Social Psychiatry, Bd. 7 (1972), S. 53–69.
- (Hrsg., mit Horst Reimann): Das Alter. Goldmann, München 1974, ISBN 3-442-70020-5 (3. Aufl. Enke, Stuttgart 1994, ISBN 3-432-92893-9).
- (Hrsg.): Psychische Störungen. Goldmann, München 1975, ISBN 3-442-70023-X.
- (Hrsg., mit Horst Reimann): Die Jugend. Goldmann, München 1975, ISBN 3-442-70022-1 (2. Aufl. Westdeutscher Verlag, Opladen 1987, ISBN 3-531-22133-7).
- (Hrsg., mit Horst Reimann): Gastarbeiter. Goldmann, München 1976, ISBN 3-442-70024-8 (2. Aufl. Westdeutscher Verlag, Opladen 1987, ISBN 3-531-22132-9).
- (Hrsg.): Medizinische Versorgung. Goldmann, München 1976, ISBN 3-442-70025-6.
- (Hrsg.): Information. Goldmann, München 1977, ISBN 3-442-70026-4.
- (Hrsg., mit Horst Reimann): Weiterbildung. Goldmann, München 1977, ISBN 3-442-70027-2.
- (mit Horst Reimann): Sizilien. Studien zur Gesellschaft und Kultur einer Entwicklungsregion. Maro Verlag, Augsburg 1985, ISBN 3-87512-128-7.
- (Hrsg., mit Horst Reimann): Gastarbeiter. Analyse und Perspektiven eines sozialen Problems. 2. Aufl. Westdeutscher Verlag, Opladen 1987, ISBN 3-531-22132-9.
- Bibliographie 1956–1989 Horst Reimann zum 60. Geburtstag. Univ., Lehrstuhl für Soziologie u. Kommunikationswiss., Augsburg 1989.
- Transkulturelle Kommunikation und Etikettwandel. In: Horst Reimann (Hrsg.): Transkulturelle Kommunikation und Weltgesellschaft. Westdeutscher Verlag, Opladen 1992, S. 224–245, ISBN 3-531-12420-X.
- (Hrsg.): Weltkultur und Weltgesellschaft. Aspekte globalen Wandels. Zum Gedenken an Horst Reimann (1929–1994). Westdeutscher Verlag, Opladen 1997, ISBN 3-531-12671-7.
- Der Status der Frauen unter dem Einfluß der sozioökonomischen Entwicklung in Puerto Rico. In: Jahrbuch für Geschichte von Staat, Wirtschaft u. Gesellschaft Lateinamerikas, Bd. 27 (1990), S. 375–399.
- Das Bild der sizilianischen Frau im Gattopardo. In: Birgit Tappert (Hrsg.): Vom Bestseller zum Klassiker der Moderne. Giuseppe Tomasi di Lampedusas Roman "Il gattopardo". Stauffenburg-Verlag, Tübingen 2001, S. 127–138, ISBN 3-86057-084-6.
- Globalisierung. Die universelle Herausforderung. UVK-Verl.-Ges., Konstanz 2002, ISBN 3-89669-924-5.